# Aéroport International de Tulsa
L'Aéroport International de Tulsa (code IATA : TUL, code ICAO : KTUL, code FAA LID : TUL) est un aéroport civil et militaire situé à 8 km au nord-est du Downtown de Tulsa, Comté de Tulsa dans l'Oklahoma aux États-Unis. Il a initialement été nommé Aéroport Municipal de Tulsa lorsque la ville se l'est approprié en 1929. C'est en 1963 qu'il reçoit son nom actuel. Cet aéroport ne dessert que des liaisons intérieures, mais est tout de même considéré comme un aéroport international en raison de la présence d'une douane et d'une patrouille frontalière.
La 138e escadre de chasse de la Garde nationale aérienne de l'Oklahoma est basée sur la base de la Garde nationale aérienne de Tulsa. Cet aéroport est le siège mondial de maintenance d'American Airlines.
Pendant la Seconde Guerre mondiale, l'usine aérienne n°3 a été construite sur le côté sud-est de l'aéroport et Douglas Aircraft y a fabriqué plusieurs types d'avions. Après la guerre, cette installation a été utilisée par Douglas (plus tard McDonnell Douglas) et Rockwell International (plus tard Boeing) pour la fabrication, la modification, la réparation et la recherche d'avions. Spirit AeroSystems fabrique actuellement des pièces pour les avions commerciaux Boeing dans une partie du bâtiment et IC Bus Corporation assemble des autobus scolaires dans l'autre partie. Spirit AeroSystems fabrique également des pièces d'ailes et de poutres de plancher de Boeing et des pièces d'ailes de Gulfstream dans une installation située du côté est de l'aéroport, juste au nord de la piste 26.
Le musée de l'air et de l'espace de Tulsa se trouve au nord-ouest de l'aéroport.

## Historique
Duncan A. McIntyre, l'un des premiers aviateurs originaire de Nouvelle-Zélande, s'installe à Tulsa en 1919. Son premier aéroport était situé à Apache et Memorial et a ouvert le 22 août 1919. Il a déménagé et établi un aéroport privé sur un terrain de 80 acres au coin d'Admiral Place et de Sheridan Avenue. McIntyre Field disposait de trois hangars pouvant accueillir 40 avions et d'une balise pour les atterrissages après le coucher du soleil.
McIntyre a manifestement fermé son aéroport dans les années 1930 et l'a fusionné avec RF Garland, un pétrolier de Tulsa et propriétaire de l'aéroport Garland au 51e et Sheridan Road pour 350 000 $. Il dirigea l'aéroport et devint le président de la nouvelle entreprise. Cet aéroport deviendra plus tard l'aéroport Brown (d'après un certain nombre de propriétaires et de noms, y compris l'aéroport commercial avant son déménagement à 61st et Yale). En 1940, McIntyre accepta un poste chez Lockheed Corporation et déménagea en Californie.
Charles Lindbergh atterrit à McIntyre Field le 30 septembre 1927. Il avait été persuadé de visiter Tulsa par William G. Skelly, qui était alors président de la Chambre de commerce locale et promoteur de la jeune industrie aéronautique. En plus d'être un riche pétrolier et fondateur de la Skelly Oil Company, Skelly a fondé la Spartan Aircraft Company . Lindbergh avait déjà atterri à l'aéroport municipal d'Oklahoma City, à l'aéroport municipal de Bartlesville et au Hatbox Field de Muskogee . Tous ces terrains étaient supérieurs au McIntyre Field, propriété privée. Lindbergh l'a souligné lors d'un banquet donné ce soir-là en son honneur.

### Ouverture
L'aéroport municipal initial a été financé par un « étalon », un billet à ordre comme ceux utilisés par des groupes d'agriculteurs ou d'éleveurs de chevaux qui garantissaient collectivement l'achat d'un étalon prometteur. Le billet serait remboursé avec les frais de saillie payés pour l'utilisation du cheval. Dans le cas de l'aéroport de Tulsa, la note serait payée à partir des taxes aéroportuaires. Grâce à ce véhicule, Skelly a obtenu la signature de plusieurs hommes d'affaires éminents de Tulsa qui ont investi 172 000 $ pour acheter 390 acres (157,8 hectares) pour un aéroport municipal. Il a été inauguré le 3 juillet 1928. La ville de Tulsa a acheté l'aéroport, alors nommé Tulsa Municipal Airport, en 1929, et a placé sa supervision sous la direction du Tulsa Park Board. Charles W. Short a été nommé directeur de l'aéroport en 1929 et est resté à ce poste jusqu'en 1955.
Le premier terminal était une structure d'un étage en bois et en papier goudronné qui ressemblait à un entrepôt. Les pistes d’atterrissage et les voies de circulation étaient en herbe tondue. Pourtant, en 1930, l'aéroport a accueilli suffisamment de passagers pour que Tulsa puisse prétendre qu'il possédait l'aéroport le plus fréquenté du monde. L'aéroport municipal de Tulsa a accueilli 7 373 passagers en février 1930 et 9 264 en avril. Cet aéroport a dépassé celui de Croydon, celui de Berlin Tempelhof et celui de Paris Le Bourget pour ces mois. Braniff Airways a fait escale à Tulsa sur sa route originale entre Chicago et Wichita Falls, et TWA a fait escale à Tulsa sur sa route originale entre Columbus et Los Angeles. Plus tard dans les années 1930, Tulsa est devenue une escale sur la ligne Chicago-Dallas d'American Airlines.

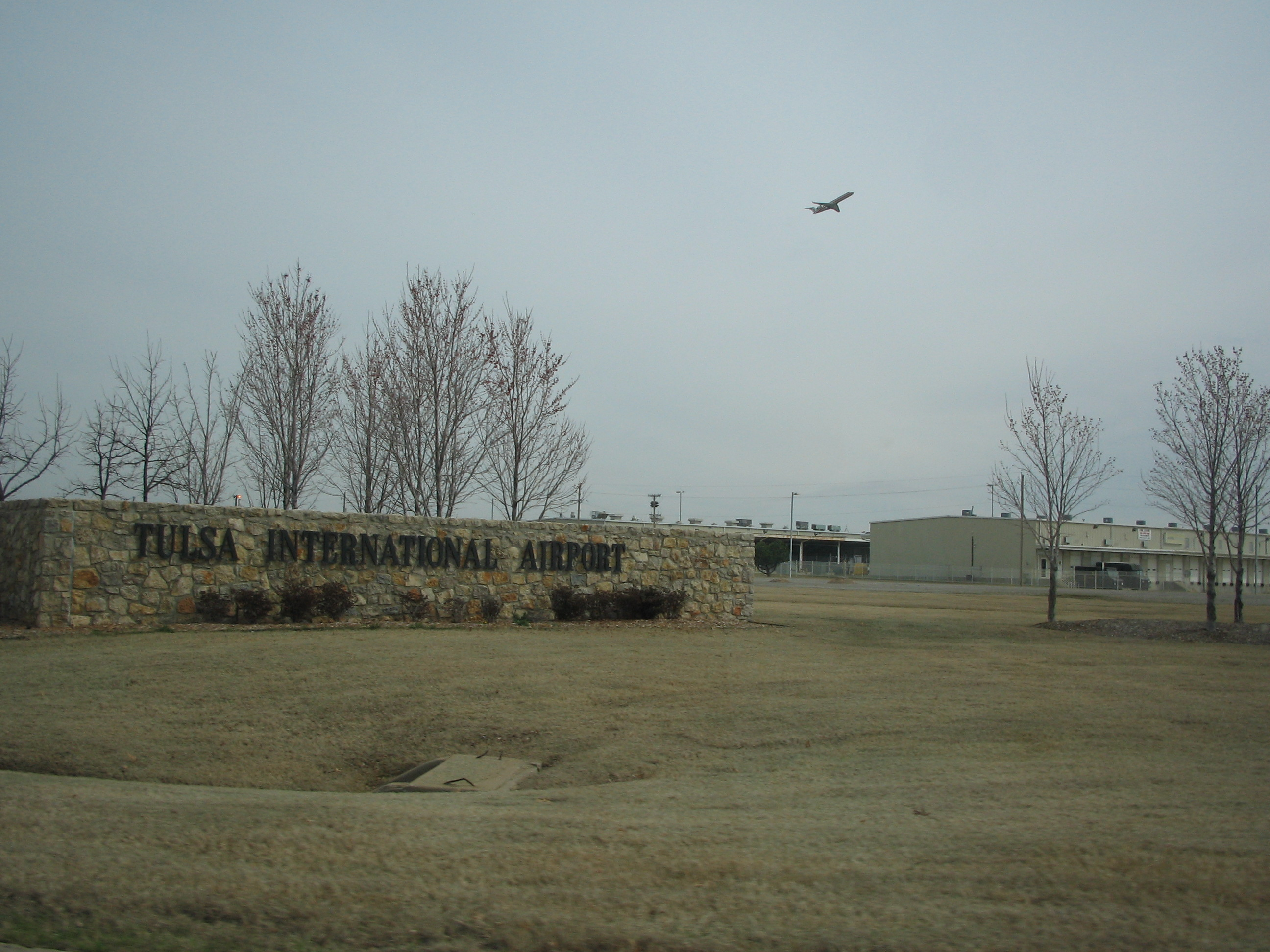
Entrée de l'aéroport international de Tulsa, 2007 ; photo de Luis Tamayo

En 1932, la ville inaugure un terminal plus élégant doté d'une tour de contrôle sur son toit. Il a été conçu par Frederick V. Kershner, un architecte principal travaillant pour Leon B. Senter. La structure était en maçonnerie avec des coins arrondis, ce qui lui donnait une apparence futuriste. Charles Short a décoré les murs intérieurs avec une collection de photographies d'aviation anciennes.
Bien que de nombreux habitants de Tulsa aient conclu au milieu des années 1950 que le terminal de 1932 était inadéquat pour desservir la ville en pleine croissance, le bâtiment de 1932 a servi jusqu'à Tulsa pour construire un nouveau terminal, à l'est de l'ancienne installation. Le nouveau terminal serait conçu par le célèbre architecte Robert Lawton Jones, qui a déclaré plus tard que sa conception était inspirée par Mies van der Rohe  Les travaux de conception du terminal ont commencé en novembre 1958 et le bâtiment achevé a ouvert le 16 novembre 1961, ; le 28 août 1963, l'installation a été rebaptisée aéroport international de Tulsa. Le terminal de 1932 a été démoli en 1969 pour faire place à un projet d'agrandissement de la piste. En janvier 1928, Skelly acheta la Mid-Continent Aircraft Company de Tulsa et la rebaptisa Spartan Aircraft Company. Elle a d'abord construit un biplan biplace, le Spartan C3, dans ses installations situées près du nouvel aéroport. Plus tard, elle construira également un monoplan à cabine à aile basse comme avion d'affaires, ainsi que le NP-1, un avion d'entraînement naval utilisé pendant la Seconde Guerre mondiale. En 1929, Spartan a créé la Spartan School of Aeronautics, en face de la rue Apache, en face du nouvel aéroport de Tulsa, pour former les aviateurs et le personnel de soutien. La Spartan School a été activée par l'US Army Air Corps (USAAC) le 1er août 1939, en tant qu'école avancée de formation de pilotes civils pour compléter les quelques écoles de formation au pilotage de l'Air Corps. L'Air Corps a fourni aux étudiants des avions d'entraînement, des vêtements de vol, des manuels et du matériel. L'Air Corps a également déployé un détachement dans chaque école pour superviser la formation. Spartan a fourni des instructeurs, des sites et des installations d'entraînement, des services d'entretien des avions, des quartiers et des réfectoires.

### Seconde Guerre mondiale
La 138e escadre de chasse de la Garde nationale aérienne a été organisée à l'aéroport de Tulsa en 1940 sous le nom de 125e escadron d'observation, puis renommée lors de son déploiement à l'étranger pendant la Seconde Guerre mondiale. Il est toujours basé à TUL.
Le 4 janvier 1941, le ministère de la Guerre a annoncé que Tulsa serait le site d'une usine de 15 millions de dollars. Le gouvernement fédéral a construit l'usine de l'armée de l'air n° 3 sur le côté est de l'aéroport. L'usine était exploitée par Douglas Aircraft Corporation pour fabriquer, assembler et modifier des bombardiers pour l'USAAF de 1942 à 1945 ; la production a été suspendue à la fin de la Seconde Guerre mondiale. L'usine fut réactivée en 1950 pour produire le Boeing B-47 Stratojet puis le Douglas B-66 Destroyer . En 1960, McDonnell Douglas, successeur de Douglas Aircraft Corporation, a continué à utiliser l'installation pour la maintenance des avions. Rockwell International a loué une partie de l'usine pour fabriquer des produits aérospatiaux. McDonnell Douglas a mis fin à son bail en 1996. Boeing a acheté la division aérospatiale de Rockwell International en 1996 et a repris une grande partie des installations de fabrication aérospatiale.

### Après la guerre
En 1946, American Airlines a acquis deux anciens hangars de l'armée de l'air pour créer une base de maintenance et d'ingénierie à l'aéroport municipal de Tulsa.
L'OAG d'avril 1957 indique 20 départs en semaine sur American, 18 sur Braniff, 6 sur Continental, 6 sur Central et 4 sur TWA. American disposait d'un DC-7 sans escale vers New York, mais les vols sans escale vers l'ouest ne dépassaient pas Oklahoma City, Wichita et Dallas. (En 1947, lorsque les vols transcontinentaux faisaient au moins une escale, American proposait des vols sans escale de Tulsa à San Francisco et Los Angeles.) En 1979, l'aéroport était également desservi par Frontier Airlines, Scheduled Skyways et Texas International Airlines.
En 1967, le Tulsa Airports Improvement Trust (TAIT) a été créé en tant qu'organisme public chargé de construire, d'exploiter et d'entretenir les installations aéroportuaires de la ville de Tulsa. Le TAIT n’a pas le pouvoir de prélever des taxes et dépend des revenus de l’aéroport pour rembourser les dettes liées à l’aéroport. Le TAIT est indépendant de la ville, mais tous les membres du conseil sont nommés par le maire de Tulsa et confirmés par le conseil municipal . En octobre 1978, TAIT a loué l'aéroport international de Tulsa et d'autres installations d'aviation de la ville (autres que les héliports de police et d'incendie) à la ville de Tulsa agissant par l'intermédiaire de la Tulsa Airport Authority (TAA), qui a accepté de verser tous les revenus liés à l'aéroport à TAIT. En juillet 1989, un amendement au bail a confié la responsabilité de l'exploitation et de l'entretien quotidiens de l'aéroport à la TAA. :13
Le Tulsa Air and Space Museum (TASM) a été créé en 1998 sur le côté nord-ouest de l'aéroport. Le musée a ajouté le planétarium James E. Bertelsmeyer de Tulsa en 2006.
En décembre 2000, TAIT a garanti un prêt à Great Plains Airlines en coopération avec la Tulsa Industrial Authority (TIA), la Bank of Oklahoma et la ville de Tulsa. :30La TIA a hypothéqué l'usine de l'armée de l'air n° 3 pour 30 millions de dollars, qui ont été prêtés à Great Plains, et TAIT a accepté d'acheter la propriété si la compagnie aérienne faisait défaut. Great Plains a fait faillite en janvier 2004 et n'a pas été en mesure de rembourser 7,1 millions de dollars du prêt, mais la garantie du prêt a été jugée contraire aux politiques de la Federal Aviation Administration (FAA) interdisant à une autorité aéroportuaire de subventionner une compagnie aérienne particulière, et lorsque la Bank of Oklahoma a tenté en juin 2004 de recouvrer la dette, TAIT a refusé d'acheter la propriété à la TIA. La TIA a rapidement poursuivi TAIT pour violation de l'accord et a ensuite ajouté la ville de Tulsa au procès en juin 2008. Les parties ont tenté de régler le litige en août 2008 en remboursant à la TIA 7,1 millions de dollars de fonds municipaux, mais cette décision a été contestée par un groupe de contribuables dans le cadre d'une action qui tam, et le règlement a été jugé illégal en octobre 2011 par la Cour suprême de l'Oklahoma . :30–31La TIA et la Bank of Oklahoma ont ensuite poursuivi TAIT pour rupture de contrat en mars 2013, réclamant 15,6 millions de dollars (7,1 millions de dollars en 2004 plus les intérêts). Le différend a finalement été réglé le 31 août 2015, TAIT acceptant de payer 1,56 million de dollars à la TIA et à la société mère de la Bank of Oklahoma et 125 000 dollars à la Chambre régionale de Tulsa.

### 2010-2020 (Pré-COVID-19)
Allegiant Air a commencé son service en 2013 vers Orlando/Sanford . En 2015, Allegiant a également commencé à desservir Las Vegas, l'aéroport international de Los Angeles et St. Petersburg/Clearwater en 2015. TUL a également connu une rénovation complète du terminal en 2015. Allegiant Air a eu des liaisons très nombreuses, notamment vers la Nouvelle-Orléans, Baltimore et Nashville. Frontier Airlines est de retour une fois de plus en 2018 après s'être retiré de TUL une décennie auparavant et a commencé un service annuel vers l'aéroport international de Denver . Frontier a également été victime d'itinéraires de courte durée au cours de cette période, tels que Washington Dulles, San Jose (Californie), Orlando et San Diego. L'ancien transporteur régional Via Air a desservi TUL avec un service sans escale vers Austin de 2018 à 2019. American Airlines a rétabli son service annuel vers Los Angeles en avril 2019 après la suppression de la ligne à la fin des années 2000. Allegiant Air a commencé son service saisonnier vers Destin/Fort Walton Beach en juin 2019. Durant cette période, la construction de la piste a eu lieu ainsi que le retour d'une passerelle à réaction vers la porte B9 pour le retour de Frontier.

### COVID 19
Le COVID-19 a affecté TUL comme tout autre aéroport au cours de cette période. Un nouveau service sur Allegiant Air vers San Diego et Nashville ainsi qu'un nouveau service saisonnier de Southwest Airlines vers Baltimore devaient tous démarrer à l'été 2020. Nashville a été tenté mais n'a pas eu le même résultat que prévu compte tenu des circonstances. Finalement, la ligne a été supprimée en août 2020. L'aéroport international de Tulsa s'est très bien remis du COVID-19, ce qui a conduit à de nombreuses nouvelles routes et mises à niveau des avions. Le premier a commencé avec American Airlines ajoutant un service sans escale à Phoenix Sky Harbor en novembre 2020 pour attirer les voyages d'agrément, cette route a connu un grand succès, par conséquent, la route est devenue un service toute l'année quelques mois seulement après le début des vols. La nouvelle compagnie aérienne à bas prix Breeze Airways a commencé à desservir TUL, l'aéroport ayant classé Breeze parmi les 15 premières villes à proposer un service sans escale vers la Nouvelle-Orléans, San Antonio et Tampa . Les vols ont commencé à l'été 2021. American Airlines a commencé une offensive à l'aéroport international de Tulsa en ajoutant quatre nouvelles destinations en un an, doublant presque son réseau avec de nouveaux services vers Austin, Miami, New York-LaGuardia et Washington-National . Ce fut un événement énorme pour TUL car de nombreux marchés non desservis ont enfin été réunis. Malheureusement, Tulsa a commis quelques erreurs pour compléter les nouveaux services. Breeze Airways a interrompu son service vers la Nouvelle-Orléans et San Antonio en novembre 2021. Allegiant Air a également tenté de desservir Austin, mais sans succès, la ligne ayant été interrompue un peu plus d'un mois après son lancement. Allegiant Air a lancé un nouveau service saisonnier vers Phoenix/Mesa et Sarasota respectivement en novembre et décembre 2021. Southwest Airlines a lancé deux nouvelles lignes pour la première fois en quatre ans avec un service vers Austin pour compléter American Airlines et le retour de Chicago-Midway alors que Southwest desservait MDW jusqu'en 2015 depuis Tulsa. Breeze Airways a lancé un service sans escale vers Nashville en juin 2022 et ajoutera Orlando en mars 2023.

## Installations
L'aéroport couvre 1 764 ha et dispose de trois pistes pavées :
- 18L/36R : 10 000 pi (3 048 m) x 200 pieds (60,96 m), surface : béton rainuré
- 18R/36L : 6 101 pi (1 860 m) x 100 pi (30 m), surface : asphalte rainuré
- 26/08 : 7 376 pi (2 248 m) x 150 pieds (45,72 m), surface : béton rainuré

Au 31 août 2023, l'aéroport comptait 86 011 opérations aériennes, soit une moyenne de 235 par jour : 40 % de compagnies aériennes commerciales, 18 % de taxis aériens, 27 % d'aviation générale et 15 % de militaires. 133 avions étaient basés à l'aéroport : 47 monomoteurs, 15 multimoteurs, 46 jets, 3 hélicoptères et 22 militaires.

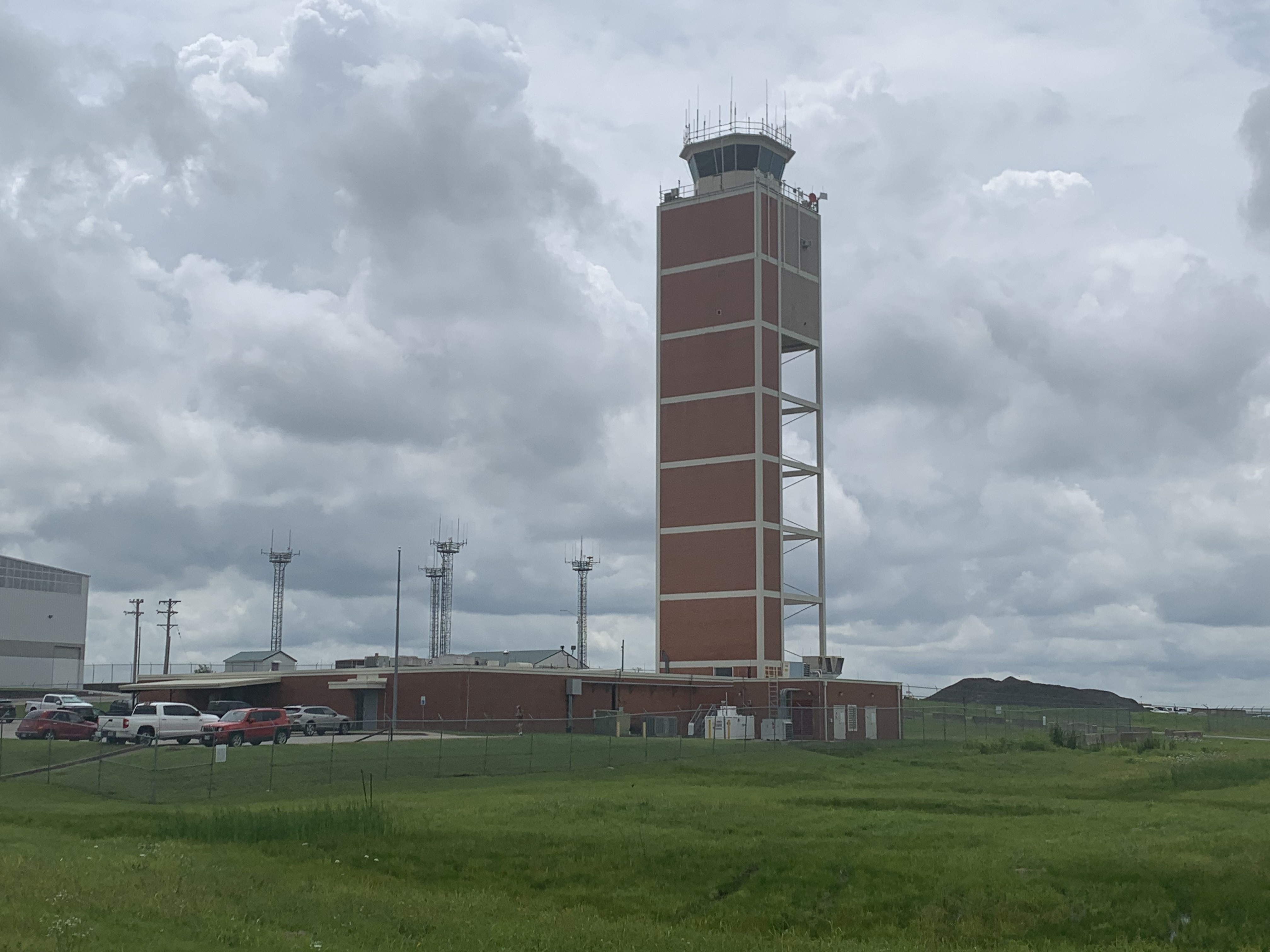
Tour de contrôle de l'aéroport international de Tulsa, juin 2021

### Terminaux
L'aéroport dispose d'un terminal régional plus petit avec des halls récemment rénovés. Le hall A, qui abrite Allegiant, American et Delta, dispose de 11 portes d'embarquement : A1 à A11. Actuellement, sept d’entre eux sont en service. Le hall B, ouvert en 2012, dispose de dix portes, mais seulement sept disposent de passerelles. Southwest et United utilisent le hall B.
En 2010, une rénovation du terminal des années 1960 a commencé. Les rénovations ont été conçues par les sociétés Gensler et Benham. Le hall B (qui abrite Southwest et United) a subi une rénovation de 17,9 millions de dollars entre le 7 septembre 2010  et le 18 janvier 2012, comprenant un remplacement majeur du système CVC ainsi que des modifications de conception plus notables. Ces changements comprennent des puits de lumière et l'élévation des plafonds quelque peu bas dans la zone du hall, des zones d'attente améliorées pour les passagers et des réaménagements des portes. Le hall A (qui abritait Allegiant, Delta, American et US Airways avant sa fusion avec American) a ensuite fait l'objet de rénovations et de mises à niveau qui ont été achevées en 2015.

### Centre de maintenance d'American Airlines

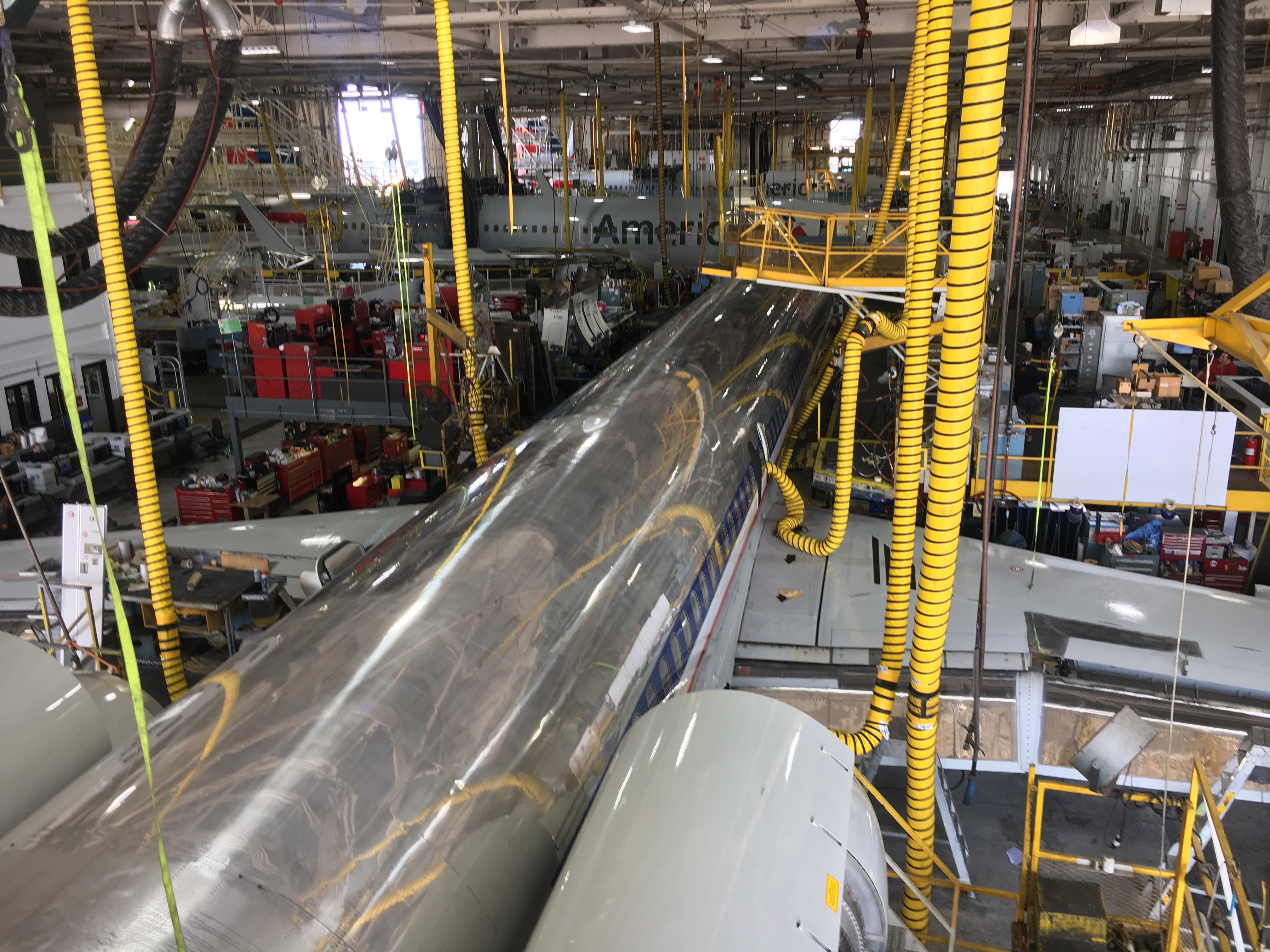
Un hangar pour la réparation d'avions monocouloirs à la base de maintenance d'American Airlines à l'aéroport international de Tulsa. Un MD-80 en cours de réparation à côté d'un Boeing 737

TUL est le siège de toutes les activités de maintenance et d'ingénierie d' American Airlines dans le monde entier, et est la base de maintenance de la flotte d'avions de la famille Airbus A320, Boeing 787 et Boeing 737 de la compagnie aérienne, soit un total combiné de près de 800 avions. Elle emploie plus de 5 000 personnes, dont la majorité sont des mécaniciens agréés d'aéronefs et de moteurs à réaction. Selon l'entreprise, elle est l'un des plus grands employeurs privés de l'Oklahoma.
Alors que de nombreuses autres grandes compagnies aériennes nationales (par exemple, United, Northwest et US Air) fermaient leurs installations de maintenance et sous-traitaient le travail à des sous-traitants majeurs au début des années 2000, American a consolidé ces activités au MRO. La compagnie aérienne s'est engagée à rendre le centre aussi rentable que les centres privés et à attirer également une partie du travail d'autres compagnies aériennes. AA a obtenu d'importantes concessions en matière de coûts de la part de ses propres employés et s'est engagée à relocaliser tous ses travaux de maintenance lourde du Boeing 737 à Tulsa, ainsi que ses travaux sur le moteur GE CFM-56. Il abrite également un atelier de révision des roues et des freins et un centre de réparation composite. AA a reçu un financement de 22 millions de dollars du programme Vision 2025 de Tulsa, qui l'a aidée à acheter des machines, des outils et des équipements de test dont seuls les fabricants d'équipements d'origine disposaient auparavant. Ce financement lui a permis d'obtenir des contrats de maintenance auprès de Synergy Aerospace pour les avions F100 ; d'Aeroserve pour les travaux sur les moteurs JT8 ; de GE Aviation Materials pour les travaux sur les moteurs CF6-80 ; d'Omni Air International et de Vulcan Flight Management pour les travaux sur les avions Boeing 757 ; et d'Aero Union pour les travaux sur le train d'atterrissage de l'A300.
Le MRO occupe environ 260 acres (1,1 km2) et 3 300 000 pieds carrés (306 580 m2) de « l'usine » de maintenance à l'aéroport de Tulsa. Chaque année, la base effectue des travaux de révision majeurs sur environ 80 % de la flotte américaine. Elle assure également la maintenance d'aéronefs pour d'autres transporteurs sur une base contractuelle.
Le 28 février 2020, American Airlines a annoncé un investissement d'un demi-milliard de dollars américains pour la base MRO qui comprendra deux nouveaux hangars, dont une installation de 193 000 pieds carrés (17 930 m2) suffisamment grande pour accueillir six avions à fuselage étroit, comme un Boeing 737, ou deux avions plus gros.

### Services de composants Lufthansa Technik
Lufthansa Technik Component Services LLC (LTCS), une filiale de Lufthansa Technik AG, a son siège à l'aéroport de Tulsa. LTCS fournit des services de maintenance, de réparation et de révision (MRO) aux compagnies aériennes. Le site de Tulsa comprend les départements d'ingénierie de production et de développement de produits, le département des finances et du contrôle ainsi que la gestion des ressources humaines, les achats stratégiques et une équipe de service client. Les ateliers et les différents départements occupent une superficie de 72 000 pieds carrés (6 689,01888 m2)   .

## Transports en commun
Il n'existe pas de service de transport public régulier vers le terminal principal. Uber et Lyft sont courants. Une station de taxis est présente, mais un taxi n'est pas toujours disponible. Les arrêts de bus sont situés de 1,2 milles (1 931 m) à 1,3 milles (2 092 m) du terminal.

### Départs / arrivées
Bien que généralement de plain-pied, la section d'entrée de l'aéroport dispose de trottoirs de départ et d'arrivée séparés ; l'Apache Drive intérieur pour les départs et l'Airport Drive extérieur pour les arrivées. Les carrousels de récupération des bagages sont situés sur Airport Drive, au niveau supérieur du hall des arrivées. TIA dispose de six carrousels à bagages en service. Actuellement, American Airlines, Delta et Allegiant sont sur les carrousels 1, 2 et 3, et Southwest, United et Frontier sont sur les carrousels 4, 5 et 6.

## Compagnies aériennes et destinations

### Passager
| Compagnies         | Destinations |
| ------------------ | --- |
| Allegiant Air      | Las Vegas, Los Angeles, Orlando/Sanford Seasonal: Destin/Fort Walton Beach, St. Petersburg/Clearwater                                           |
| American Airlines  | Charlotte, Dallas/Fort Worth |
| American Eagle     | Charlotte, Chicago–O'Hare, Dallas/Fort Worth, Los Angeles, Miami, New York–LaGuardia, Phoenix–Sky Harbor, Washington–National                   |
| Delta Air Lines    | Atlanta |
| Delta Connection   | New York–LaGuardia, Salt Lake City |
| Southwest Airlines | Austin, Chicago–Midway, Dallas–Love, Denver, Houston–Hobby, Las Vegas, Nashville (begins April 8, 2025), Orlando, Phoenix–Sky Harbor, St. Louis |
| United Airlines    | Denver, Houston–Intercontinental |
| United Express     | Chicago–O'Hare, Denver, Houston–Intercontinental                                                                                                |

| Carte des destinations |
| --- |
| [[Fichier:Usa edcp (+HI +AK) location map.svg\|800px\|{{#if:\|{{{alt}}}\|Aéroport International de Tulsa est dans la page États-Unis.]]Tulsa Las Vegas Orlando/Sanford Orlando Destin/Fort Walton Beach St.Petersburg Los Angeles Dallas/Fort Worth Dallas–Love Charlotte Chicago–O'Hare Phoenix–Sky Harbor Atlanta Salt Lake City Denver Houston–Hobby St. Louis Houston–Intercontinental Nashville Tampa Austin Miami Washington–National Phoenix/Mesa Sarasota New York-LaGuardia Chicago-Midway Destinations depuis Tulsa International Airport · Red = Year-round destination · Green = Destination saisonnière · Blue = Destination future |

### Cargaison
| Compagnies       | Destinations                                         |
| ---------------- | ---------------------------------------------------- |
| Ameriflight (en) | Dallas/Fort Worth                                    |
| DHL Aviation     | Austin, Cincinnati                                   |
| FedEx Express    | Fort Worth/Alliance, Memphis, Oklahoma City, Wichita |
| UPS Airlines     | Louisville, Oklahoma City, Ontario                   |

1. ↑  Jones, a principal of the design firm Murray Jones Murray, had previously moved to Tulsa to oversee the firm's work on the new Tulsa Civic Center[15].
2. ↑  American Airlines utilise l'acronyme MRO pour désigner cette infrastructure [30].

## Statistiques
| Rang | Ville                           | Passagers | Transporteurs         |
| ---- | ------------------------------- | --------- | --------------------- |
| 1    | Dallas/Fort Worth, Texas        | 286 960   | Américain             |
| 2    | Denver, Colorado                | 214 080   | Sud-Ouest, États-Unis |
| 3    | Atlanta, Géorgie                | 137 640   | Delta                 |
| 4    | Dallas-Love, Texas              | 117 070   | Sud-ouest             |
| 5    | Houston–Intercontinental, Texas | 108 320   | Uni                   |
| 6    | Chicago–O'Hare, Illinois        | 95 970    | Américain, Uni        |
| 7    | Las Vegas, Nevada               | 87 270    | Allegiant, Sud-Ouest  |
| 8    | Charlotte, Caroline du Nord     | 85 340    | Américain             |
| 9    | Phoenix-Sky Harbor, Arizona     | 77 290    | Américain, Sud-Ouest  |
| 10   | Houston-Hobby, Texas            | 76 410    | Sud-ouest             |

| Rang | Compagnie aérienne                    | Passagers | Partager |
| ---- | ------------------------------------- | --------- | -------- |
| 1    | Compagnie aérienne Southwest Airlines | 1 131 000 | 36,28%   |
| 2    | Compagnies aériennes américaines      | 534 000   | 17,14%   |
| 3    | SkyWest Airlines                      | 364 000   | 11,68%   |
| 4    | Delta Air Lines                       | 242 000   | 7,75%    |
| 5    | Envoyé aérien                         | 200 000   | 6,41%    |
|      | Autre                                 | 647 000   | 20,75%   |

| Année | Passagers |  | Année | Passagers |
| ----- | --------- |  | ----- | --------- |
| 2007  | 3 300 422 |  | 2017  | 2 865 824 |
| 2008  | 3 261 560 |  | 2018  | 3 048 357 |
| 2009  | 2 888 858 |  | 2019  | 3 053 532 |
| 2010  | 2 846 588 |  | 2020  | 1 332 433 |
| 2011  | 2 794 751 |  | 2021  | 2 316 751 |
| 2012  | 2 740 338 |  | 2022  | 2 887 560 |
| 2013  | 2 733 510 |  | 2023  | 3 144 567 |
| 2014  | 2 840 324 |  |       |           |
| 2015  | 2 816 967 |  |       |           |
| 2016  | 2 810 537 |  |       |           |

## Installations non aéronautiques

### Aménagement de terrains industriels
En 2008, l'Autorité aéroportuaire de Tulsa a lancé un nouveau projet de développement de terrains industriels. L'aérospatiale est l'un des plus grands pôles industriels de l'Oklahoma avec 400 entreprises qui emploient directement ou indirectement plus de 143 000 personnes avec une masse salariale de 4,7 milliards de dollars et une production industrielle de 11,7 milliards de dollars. Tulsa est classée huitième au niveau national pour la taille de son pôle de fabrication de moteurs aérospatiaux et 20e pour son pôle lié à la défense.
L'emplacement central de TUL dans le sud est facilement accessible par un réseau de transport multimodal. Avec un total de 4 000 acres (16,18742568 km2) et ses 14 000 employés, Tulsa est un important centre d'activité aéronautique. Six sites totalisant plus de 700 acres (2,832799494 km2) de superficie immobilière seront aménagés. Chacun des sites peut être divisé en lots plus petits pour répondre aux besoins individuels de chaque organisation.

### Bâtiment des services d'entreprise HP

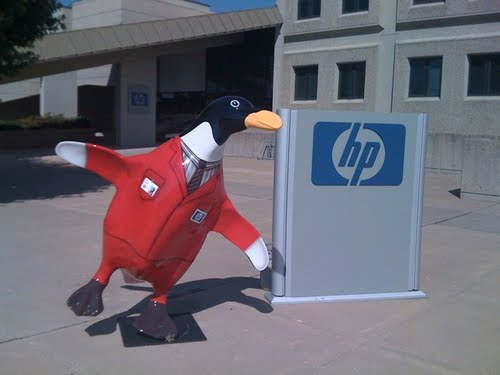
Sculpture du pingouin HP

Le bâtiment HP Enterprise Services (anciennement EDS) hébergeant certains des serveurs du centre de données de Sabre est situé à l'aéroport de Tulsa. L'entreprise a appliqué un matériau réfléchissant sur le toit pour réduire le gain de chaleur, réduisant ainsi la consommation d'énergie de la climatisation. Devant ce bâtiment se trouve un pingouin sculpté de 6 pieds, offert à l'entreprise dans le cadre d' une campagne artistique locale par le zoo de Tulsa .

## Accidents et incidents
- 10 Juin 1950 : a USAF Avion Douglas C-47 perte de puissance au décollage et s'est écrasé dans une caserne d'école d'aviation. Trois hommes ont été blessés, dont un mortellement[37].
- 6 Janvier 1957 : Vol 327 d'American Airlines, une Convaire CV-240, a heurté des arbres à 3,6 milles au nord de l'aéroport et a glissé à environ 540 pieds. Une personne a été tuée sur les 10 à bord[38].
- 8 Janvier 1965 : Les pilotes de Compagnies Aériennes Centrales Le vol 168, un Convair CV-240, s'est dérouté vers Tulsa et a effectué un vol intentionnel atterrissage sur le ventre après des tentatives infructueuses répétées pour abaisser le train d'atterrissage. L'avion a été considérablement endommagé, mais les neuf passagers et les trois membres d'équipage n'ont pas été blessés de manière significative[39].
- 15 Septembre 1987 : Compagnies Aériennes de l'Est Vol 216, a Le Boeing 727 transportant 55 passagers et 7 membres d'équipage, a été gravement endommagé dans un atterrissage brutal. L'avion a été inspecté par des mécaniciens de la base de maintenance d'American Airlines Tulsa et autorisé à voler; il a ensuite été transporté par avion à Kansas City et Chicago avec des passagers, pour être retiré du service après des rides cutanées dans le fuselage ont été remarqués. Un responsable d'American Airlines a déclaré plus tard que les mécaniciens de Tulsa avaient commis une erreur lors de leur inspection. L'accident a été attribué à la décision du pilote de ne pas tenir compte d'un avis météorologique dangereux et d'atterrir dans des vents violents[40],[41].
- 22 Février 1991 : Un Modèle: MU-2B-60, numéro d'immatriculation N274MA, s'est renversé et s'est écrasé dans une forte plongée inversée après le décollage; les trois occupants ont été tués. Les enquêteurs ont trouvé l'hélice de droite à plumes, la gauche spoiler déployé, et le garniture de gouvernail commande en position neutre; les procédures d'urgence pour le MU-2 dictaient qu'après l'arrêt d'un moteur, l'assiette de la gouverne de direction devait être appliquée "dès que possible" pour empêcher le déploiement des ailerons. L'accident a été attribué à l'arrêt d'un moteur pour des raisons non vérifiées, à l'incapacité du pilote à maintenir VACM, et la procédure d'urgence inappropriée du pilote[42].
- 28 Décembre 1992: Un Beechcraft C24R Plus, numéro d'immatriculation N3809Q, a heurté des arbres au cours d'une Système d'Atterrissage aux Instruments approche de nuit par faible visibilité, tuant le pilote et deux passagers. L'accident a été attribué au " mépris du pilote et à sa descente au-dessous des limites publiées hauteur de décision. Les facteurs étaient son incapacité à maintenir correctement trajectoire de descente et localisateur alignement."[43]
- 25 Novembre 1994 : Compagnies Aériennes UPS Vol 732, le Boeing 757-24APF, a subi de graves dommages structurels dans un coup de queue à l'atterrissage. Les deux pilotes n'ont subi aucune blessure. L'accident a été attribué à l'incapacité du pilote à maintenir VRÉF et une mauvaise fusée d'atterrissage. L'avion a ensuite été réparé et remis en service[44],[45].
- 27 Octobre 1995 : Un avion de Voyage Beechcraft B95, numéro d'immatriculation N9943R, a dépassé la piste 36L au décollage et heurté un arbre et des voies ferrées, tuant le pilote et le seul occupant. Les enquêteurs ont attribué l'accident au fait que le pilote n'avait pas retiré la commande de vol serrures de rafale pendant l'inspection avant vol, et l'échec subséquent du pilote à interrompre le décollage[46].
- 10 Juillet 2010 : Un Modèle Cessna 421, numéro d'immatriculation N88DF, a connu une double panne moteur et s'est écrasé en approche, tuant les deux pilotes et un seul passager. L'avion était à court de carburant, mais le pilote n'a pas déclaré de urgence, et a accepté une autorisation d'atterrissage sur la piste 18R bien qu'elle soit nettement plus proche de 18L. L'accident a été attribué à "La planification et la gestion inadéquates du carburant avant le vol du pilote en vol, ce qui a entraîné une perte totale de puissance moteur en raison de épuisement du carburant. L'utilisation par le pilote de médicaments nuisant à ses performances a contribué à l'accident."[47]

### Sources
(en)  Cet article contient du texte publié par l’Air Force Historical Research Agency dont le contenu se trouve dans le domaine public.
- Manning, Thomas A. (2005), Histoire du commandement de l'éducation et de la formation aériennes, 1942–2002 . Bureau d'histoire et de recherche, siège social, AETC, Randolph AFB, Texas(OCLC 71006954 et 29991467)
- Shaw, Frederick J. (2004), Localisation des sites de la base aérienne, l'héritage de l'histoire, programme d'histoire et de musées de l'armée de l'air, United States Air Force, Washington DC.(OCLC 57007862 et 1050653629)
- Gregory, Carl E. (2002), Faire des cercles paresseux dans le ciel Une histoire de l'aviation à Tulsa de 1897 à 2000[ISBN souhaité]